# Tchimadem Hadattan Sanady
Tchimadem Hadattan Sanady (* 1966 in Abardak; auch Tchimadan Hadatan Sanadi, Tchimaden Hadattan Sanady, Tchimaden Hadatan Sanady) ist eine nigrische Finanzbeamtin und Politikerin.

## Leben
Tchimadem Hadattan Sanadys Geburtsort Abardak ist ein kleines Dorf am Fuß der Monts Bagzane in der Region Agadez. Sie besuchte von 1984 bis 1987 die Verwaltungsschule Ecole normale d’administration (ENA) in Niamey, die sie mit einem Diplom als Prüferin für öffentliche Finanzen abschloss. Sie arbeitete von 1987 bis 1990 im Bildungsministerium in der Abteilung, die für die Verwaltung der dem Ministerium zugewiesenen Haushaltsmittel zuständig war. Anschließend war sie bis 1992 in der Direktion für Rechnungswesen des Finanzministeriums tätig, in der sie vorab die Ausgaben verschiedener Ministerien und im Nachhinein die Ausgaben verschiedener Sonderorganisationen kontrollierte. Sie wechselte 1992 in die Finanzbehörde der Region Agadez, wo sie für die Ausgabenkontrolle und Buchführung verantwortlich war.
Sanady machte ab 1994 eine Fortbildung an der ENA in Niamey, an der sie einen Befähigungsnachweis zur hochrangigen Finanzbeamtin erhielt. Sie wurde von 1998 bis 1999 mit der Zentralisierung der Buchhaltungsunterlagen des Finanzministeriums betraut. Von 1999 bis 2001 arbeitete sie als stellvertretende Leiterin der Zahlstelle von Agadez. Sie war von 2001 bis 2003 als Steuereinnehmerin im Departement Arlit tätig, wobei sie auch für Auszahlungen des Departements zuständig war. Sanady wirkte von 2004 bis 2006 als stellvertretende Leiterin der Abteilung für Geschäftspartner des Finanzministeriums und überwachte als solche die finanziellen Abläufe lokaler Behörden. Von 2006 bis 2010 arbeitete sie als Finanzkontrolleurin der Ministerien für landwirtschaftliche Entwicklung und Viehbestand. Sie hatte die Aufsicht über die Ordnungsgemäßheit aller anstehenden Ausgaben der beiden Ministerien inne und gehörte den Beschaffungsabteilungen dieser Ministerien und der ihnen zugeordneten Behörden und Projekte an.
Tchimadem Hadattan Sanady wurde am 1. März 2010 Ministerin für Bevölkerung, Frauenförderung und Kindesschutz in der Regierung von Staatschef Salou Djibo, der sie bis zu deren Ablösung am 21. April 2011 angehörte. Als Ministerin unterzeichnete sie 2010 in N’Djamena eine gemeinsame Deklaration sechs afrikanischer Staaten zur Beendigung der Rekrutierung und des Einsatzes von Kindersoldaten. Nach ihrem Ausscheiden aus der Regierung kehrte Sanady in die Finanzverwaltung zurück. Sie wurde 2011 Präsidentin der staatlichen Einheit für die Verarbeitung von Finanzinformationen (CENTIF). Unter ihrer Leitung richtete der CENTIF 2016 eine Arbeitsgruppe zur Risikoabschätzung von Geldwäsche und Terrorismusfinanzierung in Niger ein. Im Jahr 2018 wurde sie leitende Generalinspektorin für Finanzen im Finanzministerium.
Sanady ist verheiratet und Mutter von vier Kindern.

## Ehrungen
- Großkreuz des Nationalordens Nigers[8]